# Live at Crosskeys Institute 25th May 1984
Live at Crosskeys Institute 25th May 1984 è un album live dei Man, pubblicato nel 2005. Il disco fu registrato dal vivo il 25 maggio 1984 al Crosskeys Institue, Galles.

## Tracce
1. C'mon – 8:03 (Micky Jones, Phil Ryan, terry Williams, Clive John)
2. What a Night – 3:57 (Deke Leonard)
3. Even Visionaries Go Blind – 4:38 (Martin Ace, Durden)
4. Long Holiday – 4:16 (Martin Ace)
5. Talk About a Morning – 9:07 (Buzzy Linhart)
6. Last Birthday Party – 4:23 (Micky Jones)
7. Jumpin' Like a Kangaroo – 4:55 (Martin Ace)
8. Back Together Again – 4:16 (Micky Jones)
9. A Hard Way to Die – 5:36 (Micky Jones, Deke Leonard, Jeff Whaley, Terry Williams)
10. The Ride and the View – 7:45 (Deke Leonard)
11. Perfect Strangers – 2:45 (Deke Leonard)
12. Asylum – 4:58 (Micky Jones)
13. A Hard Way to Live – 3:16 (Deke Leonard)
14. Many Are Called but Few Get Up – 10:36 (Martin Ace, Clive John, Micky Jones, Deke Leonard, Terry Williams)

## Musicisti
- Micky Jones  - chitarra, voce
- Deke Leonard  - chitarra, voce
- Martin Ace  - basso, voce
- John Weathers  - batteria, voce